# Tidslinje for Lego
Tidslinje for LEGO indeholder begivenheder og udgivelser for LEGO.

## 1800-tallet

### 1890'erne
- 1891: 7. april – Ole Kirk Christiansen, grundlæggeren af LEGO, bliver født.
- 1895: Det snedkerværksted, som senere udvikler sig til LEGO, bliver grundlagt i Billund.

## 1900-tallet

### 1910'erne
- 1916: Ole Kirk Christiansen overtager det lille snedkerværksted i Billund.

### 1920'erne
- 6. juli 1920: Godtfred Kirk Christiansen bliver født.
- 1924: Ole Kirk's værksted brænder. Ole Kirk bygger et nyt og større værksted, men lejer det meste ud. Resten bruger han til sit eget værksted.

### 1930'erne
- 1932: Ole Kirk Christiansen's går næsten konkurs under depressionen. Under mangel på normale snedkeropgaver begynder han at producere trælegetøj.
- 1934: Ole Kirk opfinder firmanavnet LEGO, der er en sammensætning af ordene 'leg godt'. Samtidig betyder "LEGO" også "jeg samler" eller "jeg sammensætter" på latin.
- 1935: LEGO Anden (se billede) bliver sendt på markedet.
- 1937: Godtfred Kirk Christiansen begynder at lave modeller.
- 1939: Firmaet udvider til 10 medarbejdere.

### 1940'erne
- 1942: En ildebrand hærger fabrikken og den bliver genopbygget.
- 1943: Firmaet har nu 40 ansatte.
- 1947: Ole Kirk køber den første plastic smelteform i Danmark, og firmaet begynder at fremstille plasticlegetøj. Familien Christiansen er inspireret af Kiddicraft byggeklodser , der er et design der er patenteret af briten Harry Fisher Page. Kjeld Kirk Kristiansen bliver født.
- 1948: Firmaet vokser til at have 50 ansatte.
- 1949: LEGO begynder at producere byggeklodser af plastic, dog uden de velkendte rør.

### 1950'erne
- 1951: Den første film om LEGO bliver filmet. Fotografen er Christian Lund, og det er en sort-hvid-film uden lyd.
- 1953:

- Plasticklodserne får navnet LEGO Mursten eller LEGO klodser
- De første byggeplader bliver lavet.

- 1954:

- Godtfred Kirk Christiansen bliver underdirektør i LEGO, og får snart ideen om at lave LEGO klodserne om til et helt system af legetøj.
- Døre og vinduer, der passer til klodserne bliver introduceret.
- Ordet "LEGO" bliver et registreret varemærke i Danmark.
- De første bjælkeklodser bliver solgt.

- 1955:

- LEGO udgiver deres første legetøjs "system" med byplan.
- LEGO klodserne begynder at sælge bedre, men er endnu ikke kerneproduktet hos LEGO.
- LEGO begynder at eksportere til Sverige.
- Godtfred Kirk Christiansen demonstrerer LEGO klodser ved en legetøjsfestival i Nürnberg Tyskland.
- De første LEGO træer bliver lavet.

- 1956: Et salgskontor for LEGO bliver bygget i Hohenwestedt i Tyskland.
- 1957:

- Godtfred Kirk Christiansen bliver udpeget som direktør.
- De første LEGO flag og lys bliver produceret.

- 1958:

- Designet af LEGO klodser bliver forbedret med rør inde i klodsen, så klodserne kan hænge bedre sammen. Hermed er grundlaget for firmaets succes skabt.
- Ole Kirk Christiansen dør; Godtfred arver firmaet, der nu har 158 medarbejdere.
- LEGO patenterer koblingssystemet med knopper og rør. Skrå tagklodser bliver udgivet.

- 1959:

- En mindre gruppe af ansatte hos LEGO, "Futura"-gruppen bliver dannet. Dens opgave er at udvikle ideer til nye sæt.
- LEGO begynder at sælge sine produkter i andre lande som Norge, Tyskland, Schweitz og Storbritannien
- LEGO Frankrig, LEGO England, LEGO Belgien og LEGO Sverige bliver grundlagt.

### 1960'erne
- 1960:

- Februar: endnu en brand hærger en lagerhal indeholdende størstedelen af firmaets trælegetøj.
- Produktionen af trælegetøj ophører, og firmaet ændrer sit kerneområde til plasticklodser.
- LEGO Finland og LEGO Holland bliver grundlagt.
- Ved årets afslutning har firmaet omkring 450 medarbejdere.

- 1961:

- LEGO-hjulet bliver opfundet.
- Salg i USA og Canada begynder igennem en licensaftale med Samsonite Corporation.
- LEGO Italien bliver grundlagt.

- 1961-1962: LEGO laver en aftale med Samsonite om at de kan producere og sælge LEGO produkter i Canada. Dette arrangement holdt helt frem til 1973.
- 1962:

- LEGO sælger legetøj i Singapore, Hong Kong, Australien, Marokko, og Japan.
- Elementer der er 1/3 af højden på normale klodser introduceres.

- 1963:

- Plasttypen Cellulose acetat bliver opgivet til fordel for det mere stabile ABS-plast.
- Samsonite begynder at producere LEGO klodser under licens i Nordamerika
- LEGO Østrig bliver grundlagt.
- LEGO starter produktionen af Modulex.

- 1964:

- De første LEGO-sæt med instruktionsvejledning kommer i handelen.
- LEGO begynder at sælge legetøj i Libanon.
- Et produktionsanlæg, LEGO Werkzeugbau GmbH, åbner i Hohenwestedt, Tyskland.

- 1965:

- Firmaet har nu over 600 ansatte.

- 1966:

- En af de mest succesfulde serier, LEGO Tog, introduceres. De indeholder en 4.5-volt motor og skinner.
- LEGO sælges nu i 42 lande.

- 1967: De første LEGO hængsler produceres.
- 1968:

- Togsæt med en 12-volt motor introduceres.
- D. 7. juni åbner LEGOLAND i Billund. 3000 mennesker besøger forlystelsesparken den første dag.
- LEGO klodser med magneter bliver introduceret.

- 1969:

- Duplo systemet introduceres. Duplo har større klodser og henvender sig til at yngre børn, men kan bygges sammen med de eksisterende LEGO klodser.
- Firmaet i Billund omfatter 843 medarbejdere.

### 1970'erne
- 1970: Firmaet vokser til over 1.000 ansatte.
- 1971: LEGO introducerer møbler og dukkehuse til piger.
- 1972: LEGO udgiver både og skibe med skrog-elementer som kan flyde.

- Licensaftalen med Samsonite udløber.
- LEGO USA bliver grundlagt i Brookfield, Connecticut.

- 1973:

- LEGO USA flytter til Enfield, Connecticut.
- Alle LEGO produkter får ét logo. En rød firkant med ordet LEGO i hvidt med sort og gul kant.
- De første legetøj sælges i Ungarn.
- LEGO Portugal grundlægges.

- 1974:

- LEGO figurer introduceres. De første er en LEGO familie.
- Bricks and Pieces, det første officielle LEGO nyhedsbrev, bliver udsendt i Storbritannien.
- LEGO Spanien grundlægges.

- 1975:

- Firmaet vokser til 2.500 ansatte.
- Expert Serien introduceres.

- 1977:

- LEGO Technic (kendt som Ekspert Bygger) introduceres.
- LEGO By introduceres (nu LEGO City).
- LEGO Både introduceres.
- Kjeld Kirk Kristiansen bliver en del af LEGO's ledelse.
- Figurer til Duplo introduceres.

- 1978:

- LEGO minifigurer med bevægelige arme, ben og hænder der kan gribe om ting introduceres. Dette er firmaets næstvigtigste design - efter LEGO klodsen.
- LEGO Borg introduceres.
- LEGO Rumfart introduceres.

- 1979:

- Kjeld Kirk Kristiansen bliver direktør i LEGO.
- LEGO Fabuland og Scala introduceres.
- LEGO Singapore grundlægges

### 1980'erne
- 1980:

- LEGO grundlægger deres afdeling for lærende produkter.
- Nye fabrikker i Schweitz og Jylland åbner.
- I en undersøgelse afsløres det at 70 % af alle familier i Vesteuropa med børn under 14 år ejer LEGO klodser.
- LEGO togskinner introduceres.

- 1981: Anden generation af LEGO tog introduceres. Denne indeholder en større mængde tilbehør end den første.
- 1982:

- Ekspert Bygger serien bliver lavet om til LEGO Technic.
- LEGO fejrer 50 års jubilæum d. 13. august.
- Bogen 50 års leg udgives.
- LEGO Sydafrika grundlægges.

- 1983:

- Duplo Baby serien introduceres.
- Firmaet har nu 3.700 medarbejder på verdensplan.

- 1984:

- LEGO Borg serien bliver introduceret.
- LEGO pneumatics bliver tilføjet til Technic serien.
- LEGO Brasilien bliver grundlagt.
- LEGO Korea grundlægges.

- 1985:

- Lyd & Lys sæt introduceres.
- Firmaet har nu 5.000 medarbejdere; heraf 3.000 i Billund.
- Gearstangen introduceres.

- 1986:

- LEGO Technic robotter deres styres via en computer bliver sat på flere skoler.
- LEGO Model Team introduceres.
- Lyd & lys sæt introduceres til LEGO By og LEGO Rumfart.
- Endnu en fabrik i Manaus, Brasilien bliver indviet.
- Godtfred Kirk Christiansen aftræder som formand for bestyrelsen i LEGO System A/S og LEGO Overseas.
- Kjeld Kirk Kristiansen overtager pladserne fra Godtfred Kirk Christiansen.

- 1987:

- Skovmænd (Forestman), Korsriddere (Crusaders) og Sorte Riddere (Black Knights), der er undertemaer til LEGO Borg, bliver introduceret.
- Blacktron I og Futuron, undertemaer til LEGO Rumfart, introduceres.
- Næsten 6.000 mennesker er nu ansat i LEGO.
- LEGO Sydafrika lukker.
- LEGO Club grundlægges.

- 1988:

- Den første LEGO World Cup byggekonkurrence afholdes i Billund.
- LEGO Canada grundlægges.
- "Klodsadskilleren" introduceres

- 1989:

- LEGO Pirater introduceres.
- LEGO's afdeling for uddannende produkter får navnet LEGO Dacta.
- Brick Kicks, det første officielle LEGO Club blad, udsendes.
- Space Police I, et undertema til LEGO Rumfart, introduceres.

### 1990'erne
- 1990

- LEGO Model Team sæt udsendes.
- LEGO i top 10 over legetøjsproducenter i 1990.
- Serien Skovmænd (Forestman) ophører.
- Blacktron I og Futuron temaerne ophører.
- Space Police I ophører.
- M:Tron, et undertema til LEGO Rumfart, introduceres.
- LEGO Malaysia grundlægges.
- Duplo Zoo introduceres.
- 9V Technic motorer bliver introduceret i Europa. Dette starter udfasningen af det gamle 4.5V system.

- 1991

- 9V Technic motorer introduceres på andre markeder; inklusiv Nordamerika.
- 12V tog motorer bliver lavet til 9V for at få dem til at passe sammen med resten af LEGO produkterne.
- LEGO Paradisa introduceres.
- Blacktron II, et undertema til LEGO Rumfart, introduceres.
- Imperial Guards, et undertema til LEGO Pirater, introduceres.
- Firmaet har nu 7.550 medarbejdere.

- 1992

- Paradisa og Duplo Toolo sæt introduceres.
- På svensk fjernsyn bygges verdens største LEGO borg.
- Korstog (Crusaders) serien ophører.
- Wolfpack, et undertema til LEGO Borg, introduceres.
- Space Police II, et undertema til LEGO Rumfart, introduceres.
- LEGO Freestyle introduceres.
- LEGO Japan grundlægges.
- LEGO Ungarn grundlægges.
- Det første LEGO Imagination Center åbnes i et storcenter i Bloomington, Minneapolis i USA.

- 1993

- Til Duplo introduceres et tog og en papegøjeformet "brickvac" der kan bruges til at skovle LEGO klodser op fra gulvet.
- Space Police I bliver genudgivet.
- Wolfpack, et undertema til LEGO Borg, ophører.
- Dragon Masters introduceres.
- M:Tron, et undertema til LEGO Rumfart, ophører.
- Blacktron II, et undertema til LEGO Rumfart, ophører.
- Space Police II, et undertema til LEGO Rumfart, ophører.
- Ice Planet 2002, et undertema til LEGO Rumfart, introduceres.
- LEGO Sydafrika bliver genåbnet.
- Den transparente orange klods introduceres.

- 1994

- Black Knights, et undertema til LEGO Borg, ophører.
- Ice Planet 2002, et undertema til LEGO Rumfart, ophører.
- Unitron, et undertema til LEGO Rumfart, introduceres.
- Spyrius, et undertema til LEGO Rumfart, introduceres.
- Islanders, et undertema til LEGO Pirater, introduceres.
- LEGO Belville introduceres.
- LEGO Mexico grundlægges.
- Firmaet har nu 8.800 ansatte på verdensplan.
- De første pink LEGO klodser produceres.
- Brick Kicks, Det officielle LEGO Club blad, bliver omdøbt til LEGO Mania Magazine.

- 1995

- LEGO Primo, der henvender sig til børn i alderen 0-2, introduceres.
- LEGO Aquazone introduceres.
- Royal Knights, et undertema til LEGO Borg, introduceres.
- Unitron, et undertema til LEGO Rumfart, ophører.
- Imperial Guards, et undertema til LEGO Pirater, ophører.
- LEGO TechBuild, et undertema til LEGO Technic, introduceres.
- LEGO TechPlay, et undertema til LEGO Technic, introduceres.
- Godtfred Kirk Christiansen, søn af firmaet grundlægger, dør.
- LEGO Belgien og LEGO Holland bliver omdannet til LEGO Benelux.
- LEGO delfinen introduceres.

- 1996

- LEGOland Windsor åbner i Storbritannien.
- LEGO Ur system introduceres.
- LEGO Wild West introduceres.
- LEGO.com er online første gang.
- Dark Forest, et undertema til LEGO Borg, introduceres.
- LEGO Time Cruisers introduceres
- Spyriuset, et undertema til LEGO Rumfart, ophører.
- Exploriens, et undertema til LEGO Rumfart, introduceres.
- Imperial Armada, et undertema til LEGO Pirater, introduceres.
- LEGOland Billund når 25 millioner besøgende siden åbningen i 1968.
- Omkring 180 milliarder LEGO elementer er blevet produceret og mere end 300 millioner mennesker har leget med dem på verdensplan.

- 1997

- Det første computerspil LEGO Island udgives.
- Fiber-optik elementer introduceres.
- LEGO Paradisa ophører.
- LEGO Divers, et undertema til LEGO Town, introduceres.
- Fright Knights, et undertema til LEGO Borg introduceres.
- Time Twisters, et undertema til LEGO Time Cruisers introduceres.
- Roboforce, et undertema til LEGO Rumfart, introduceres.
- UFO, et undertema til LEGO Rumfart, introduceres.
- Aquaraiders, et undertema til LEGO Aquazone, introduceres.

- 1998

- LEGO introducerer computerspillene Creator, Loco og Skak.
- Den beige LEGO klods introduceres.
- LEGO Adventurers introduceres.
- Insectoids, et undertema til LEGO Rumfart, introduceres.
- LEGO Mindstorms introduceres. Serien gør det muligt at computerprogrammere LEGO modeller med sensorer og motorer.
- LEGO logoet der blev introduceret i 1973 bliver opdateret.
- Crusaders, Black Knights og Dragon Masters temaerne genudgives.
- LEGO Cyberslam introduceres.

- 1999

- LEGOland Californien åbner i Carlsbad Californien.
- LEGO Rock Raiders introduceres.
- LEGO Star Wars introduceres i samarbejde med Lucasfilm.
- UFO og Insectoids, begge undertemaer til LEGO Rumfart, ophører.
- Jungle, et undertema til Adventurers, introduceres.
- LEGO Underground, et undertema til LEGO Rock Raiders, introduceres.
- LEGO Slizers/Throwbots, et undertema til LEGO Technic, introduceres.

## 2000-tallet

### 2000'erne
- 2000

- Knights' Kingdom, et undertema til LEGO Borg, introduceres.
- Life on Mars, et undertema til LEGO Rumfart, introduceres.
- LEGO Sports introduceres i form af Soccer serien
- Dino Island, et undertema til LEGO Adventurers, introduceres, og ophører herefter.
- RoboRiders, et undertema til LEGO Technic, introduceres og ophører herefter.
- LEGO Underground (Rock Raiders) , et undertema til LEGO Rock Raiders, ophører.
- LEGO Throwbots , et undertema til LEGO Technic ophører.
- LEGO Studios introduceres.
- British Association of Toy Retailers udnævner LEGO klodsen som "Århundredets Legetøj".

- 2001

- LEGO Bionicle introduceres i både Europa og USA.
- LEGO Store butikker åbner i England, Tyskland og Rusland.
- Life on Mars, et undertema til LEGO Rumfart, introduceres og ophører herefter.
- LEGO Alpha introduceres.
- LEGO Harry Potter introduceres.
- LEGO Jack Stone introduceres.
- LEGO Serious Play afsløres.

- 2002
- Firmaets slogan ændres fra "Just Imagine..." til "Play On".

- LEGO Wild West ophører.
- LEGO Island Xtreme Stunts introduceres.
- LEGO Spider Man introduceres.
- LEGO Racers introduceres.
- LEGO Galidor introduceres.
- LEGO Soybotics introduceres.
- LEGO Mania Magazine ændrer navn til LEGO Magazine.
- LEGOland Tyskland åbner d. 17. maj i Günzburg.

- 2003

- Nye hudfarver til minifigurerne introduceres baseret på rigtige mennesker.
- LEGO Clikits introduceres.
- LEGO Designer introduceres.
- Hockey, et undertema til LEGO Sports, introduceres.
- Basketball, et undertema til LEGO Sports, introduceres.
- Gravity Games, et undertema til LEGO Sports, introduceres.
- Orient Expedition, et undertema til LEGO Adventurers, introduceres.
- LEGO Discovery introduceres.
- LEGO 4 Junior (+4) introduceres
- LEGO Island Xtreme Stunts ophører.
- LEGO Inventor introduceres og ophører herefter.
- World City, et undertema til LEGO City, introduceres.
- LEGO minifiguren fejrer 25 års jubilæum.
- Den først CGI (Computer Generated Imaginary) LEGO film i fuld længde Bionicle: Lysets maske udkommer.

- 2004

- LEGO Quatro klodser til børn i alderen 1-3 introduceres.
- Knights' Kingdom II, et undertema til LEGO Borg, introduceres.
- LEGO Ferrari introduceres.
- Orient Expedition, et undertema til LEGO Adventurers, ophører
- LEGO Spider-Man ophører.
- World City, et undertema til LEGO Town, ophører.
- Gravity Games, et undertema til LEGO Sports, ophører.
- LEGO kommer ud af året med et rekordstort underskud.
- Jørgen Vig Knudstorp bliver administrerende direktør.

- 2005

- LEGO systemet fejrer 50 års jubilæum.
- LEGO sælge LEGOland parkerne til Merlin Entertainments Group.
- LEGO Alpha Team ophører.
- LEGO City, et undertema til LEGO Town, introduceres.
- LEGO Factory introduceres.
- LEGO Dino 2010 og Dino Attack (amerikansk version) introduceres.
- LEGO Vikings introduceres

- 2006

- LEGO Exo-Force introduceres.
- LEGO Batman introduceres.
- LEGO Avatar: The Last Airbender|Avatar: The Last Airbender introduceres og ophører herefter..
- LEGO SpongeBob SquarePants (Svampebob Firkant) Introduceres.
- LEGO Sports genintroduceres.
- Fjernbetjente tog introduceres.
- LEGO Mindstorms NXT introduceres.
- LEGO forlænger licensaftalen med Lucasfilm om Star Wars frem til 2009.

- 2007

- Aqua Raiders, et undertema til LEGO Aquazone, introduceres op ophører herefter.
- Mars Mission, et undertema til LEGO Rumfart, introduceres.
- LEGO Castle genintroduceres.
- LEGO 9V tog ophører.

- 2008

- D. 28. januar fejrer LEGO 50 års jubilæum for patentet med kno-pper og rør.
- LEGOland Billund fejrer 40 års jubilæum.
- LEGO minifiguren fejrer 30 års jubilæum.
- LEGO Mindstorms fejrer 10 års jubilæum.
- LEGO Indiana Jones introduceres
- LEGO Speed Racer introduceres og ophører herefter.
- LEGO Agents introduceres.
- LEGO Exo-Force ophører.
- Mars Mission, et undertema til LEGO Rumfart, ophører.

- 2009

- Agents 2.0 introduceres.
- LEGO Star Wars har 10 års jubilæum.
- LEGOland Californien har 10 års jubilæum.
- LEGO Power Miners introduceres.
- LEGO Pirater genintroduceres.
- LEGO Batman ophører.
- LEGO Games introduceres.
- Space Police III, et undertema til LEGO Rumfart, introduceres.

### 2010'erne
- 2010

- LEGO Ben 10 introduceres.
- LEGO Atlantis introduceres.
- LEGO Toy Story introduceres.
- Duplo Cars introduceres.
- LEGO Harry Potter genintroduceres.
- LEGO Prince of Persia introduceres.
- LEGO Hero Factory introduceres.
- LEGO Collectible Minifigures introduceres. Serie 1 og 2.
- Space Police III, et undertema til LEGO Rumfart, ophører.
- World Racers, et undertema til LEGO Racers, introduceres.
- Kingdoms, et undertema til LEGO Borg, introduceres.
- Bionicle ophører.
- Onlinespiller LEGO Universe udkommer.
- LEGO Minifigures serie 1 og 2 udkommer

- 2011

- LEGO Collectible Minifigures serie 3, 4 og 5 introduceres.
- LEGO Ninjago introduceres.
- LEGO Cars introduceres.
- LEGO Pirates of the Caribbean introduceres.
- Alien Conquest, et undertema til LEGO Rumfart, introduceres.
- LEGO Power Miners ophører.
- LEGO SpongeBob SquarePants (Svampebob Firkant) genintroduceres.
- Duplo Winnie The Pooh (Peter Plys) introduceres.
- LEGO City Space tema, et undertema til LEGO Town, introduceres.
- LEGO Master Builders Academy MBA introduceres.
- LEGO Minifigures serie 3, 4 og 5 udkommer

- 2012

- LEGO Universe ophører
- LEGO Dino introduceres
- LEGO Minifigures serie 6, 7 og 8 udkommer
- LEGOland Malaysia åbner
- LEGO Super Heroes introduceres
- LEGO Friends introduceres
- LEGO Monster Fighters introduceres
- LEGO Disney Princess introduceres
- LEGO Alien Conquest et undertema til LEGO Space, introduceres
- LEGO Build and Rebuild introduceres
- LEGO Lord of the Rings introduceres
- LEGO The Hobbit introduceres
- LEGO og WWF går sammen om bæredygtige aftaler

- 2013

- LEGO Mindstorm EV3 introduceres
- LEGO Minifigures serie 9, 10 og 11 udkommer
- LEGO Galaxy Squad, et undertema til LEGO Rumfart, ophører
- LEGO Legends of Chima introduceres
- LEGO Mickey Mouse & Friends bliver introduceret
- LEGO Teenage Mutant Ninja Turtles introduceres
- LEGO Lone Ranger introduceres

- 2014
  - LEGO Mixels
  - LEGO Minifigures serie 1
  - The LEGO Movie, har præmiere i biograferne 7. februar
  - The LEGO Movie (tema)
  - LEGO The Simpsons
  - LEGO Ultra Agents introduceres

- 2015
  - LEGO Minifigures serie 13
  - Bionicle bliver relanceret
  - LEGO Scooby Doo bliver relanceret
  - LEGO Pirater genintroduceres.

- 2016
  - LEGO Nexo Knights introduceres
  - LEGO Minifigures Series 15 og 16.
  - LEGO The Angry Birds Movie udgives
  - Bionicle Reboot oprhører

- 2017
  - LEGO Batman Movie Minifigures Series
  - The LEGO Batman Movie udsendes i biograferne, ddistribueret af Warner Bros.
  - LEGO Batman Movie (tema)
  - LEGO Minifigures Series 17
  - The LEGO Ninjago Movie udsendes i biograferne, 22. september, 2017.
  - LEGO Ninjago Movie Video Game udgives PS4, Xbox One og Microsoft Windows 22. september, 2017.
  - Det afsløres at Unikitty, karakteren fra The LEGO Movie, får sin egen tv-serie på Cartoon Network, med titlen Unikitty!.
  - Jørgen Vig Knudstorp stopper som CEO, og Bali Padda udnævnes som CEO 1. januar 2017
  - Bali Padda stopper som CEO og Niels B. Christiansen udnævnes som CEO 1. oktober 2017

- 2018
  - LEGO J.K. Rowling's Wizarding World introduceres
  - LEGO Unikitty! introduceres
  - LEGO The Powerpuff Girls introduceres

- 2019
  - LEGO City Sky Police
  - LEGO Education introduceres
  - The LEGO Movie 2 har premiere den 8. februar 2019
  - The LEGO Movie 2 (tema) introduceres
  - Det annonceres at Warner Bros. har solgt rettighederne til The LEGO Movie til Universal Pictures.
  - LEGO Hidden Side introduceres

### 2020'erne
- 2020
  - Lego Trolls World Tour bliver introduceret
  - Lego Minions: The Rise of Gru bliver introduceret
  - Lego Super Mario bliver introduceret
  - Lego Monkie Kid bliver introduceret
  - Lego DOTS bliver introduceret
  - Lego Art bliver introduceret
  - Lego Brick Sketches bliver introduceret
  - Lego Ghostbusters bliver introduceret
  - Lego Hidden Side bliver introduceret
  - LEGO Star Wars 20-års jubilæum
  - Det afsløres at aftalen med Universal Pictures er en 5-års aftale for The LEGO Movie franchise.
- 2021
  - LEGO Vidiyo bliver introduceret
  - Lego Trolls World Tour udfases
  - LEGO Ninjago fejrer 10-års jubilæum[3]
- 2022
  - Lego fejrer 90-års jubilæum
  - Lego Vidiyo udfases
  - Lego Friends-temaeet fejrer 10-års jubilæum[4]
  - Lego Avatar bliver introduceret[5][6]
- 2023
  - Lego Sonic the Hedgehog bliver introduceret
  - Lego Gabby's Dollhouse bliver introduceret
  - Lego Dreamzzz bliver introduceret
  - Thomas Kirk Kristiansen bliver formand for Lego, og er dermed den fjerde generation i ledelsen
- 2024
  - Lego Animal Crossing bliver introduceret.
  - Lego Star Wars fejrer 25-års jubilæum
  - Lego Despicable Me bliver introduceret
  - Lego Zelda bliver introduceret
  - Lego Fortnite bliver introduceret